# Oparzno
Oparzno est une localité polonaise de la gmina rurale et du powiat de Świdwin en voïvodie de Poméranie-Occidentale. Elle se trouve au nord-est de la capitale régionale Szczecin.

## Géographie

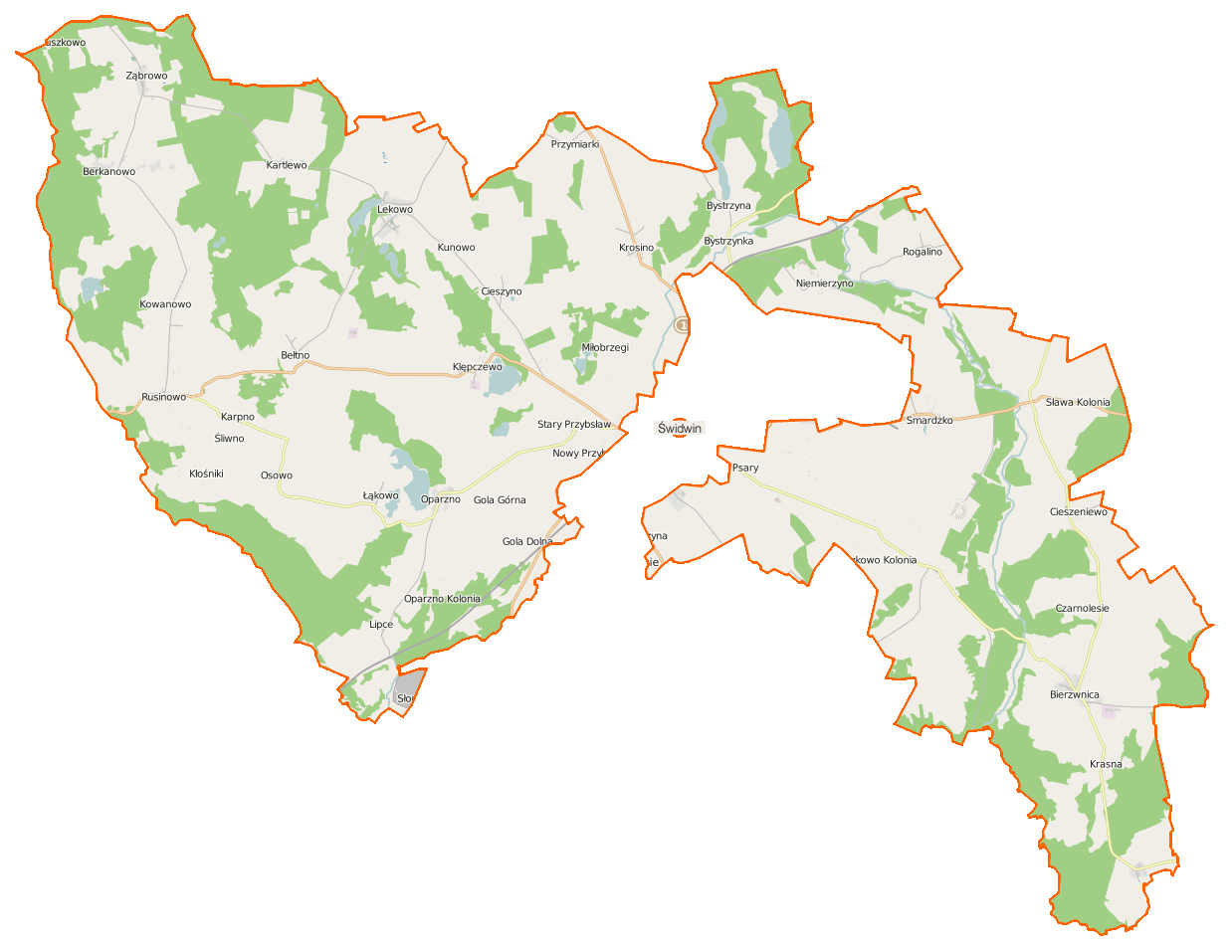
Carte de la gmina de Świdwin.